# Прекрасные и проклятые
«Прекрасные и проклятые» (англ. The Beautiful and Damned) — второй роман Фрэнсиса Скотта Фицджеральда 1922 года, изображающий портрет американской элиты эпохи джаза. Предполагается, что во многом сюжет романа основан на отношениях Фицджеральда с его женой Зельдой и истории их брака. Джек Уорнер купил права на экранизацию романа, и в декабре 1922 года вышел немой фильм «Прекрасные и проклятые», который был утерян.

## Сюжет
Роман рассказывает историю жизни Энтони Пэтча и его жены Глории — ярких представителей американского общества 1920-х годов. Фицджеральд описывает «потерянное поколение» своего времени: это люди со средствами, наследники богатых семей, получившие хорошее образование. Однако они не видят перед собой ни одной цели, которой хотели бы достичь, и тот гедонистический образ жизни, что они ведут, не приносит им счастья.

## История публикаций

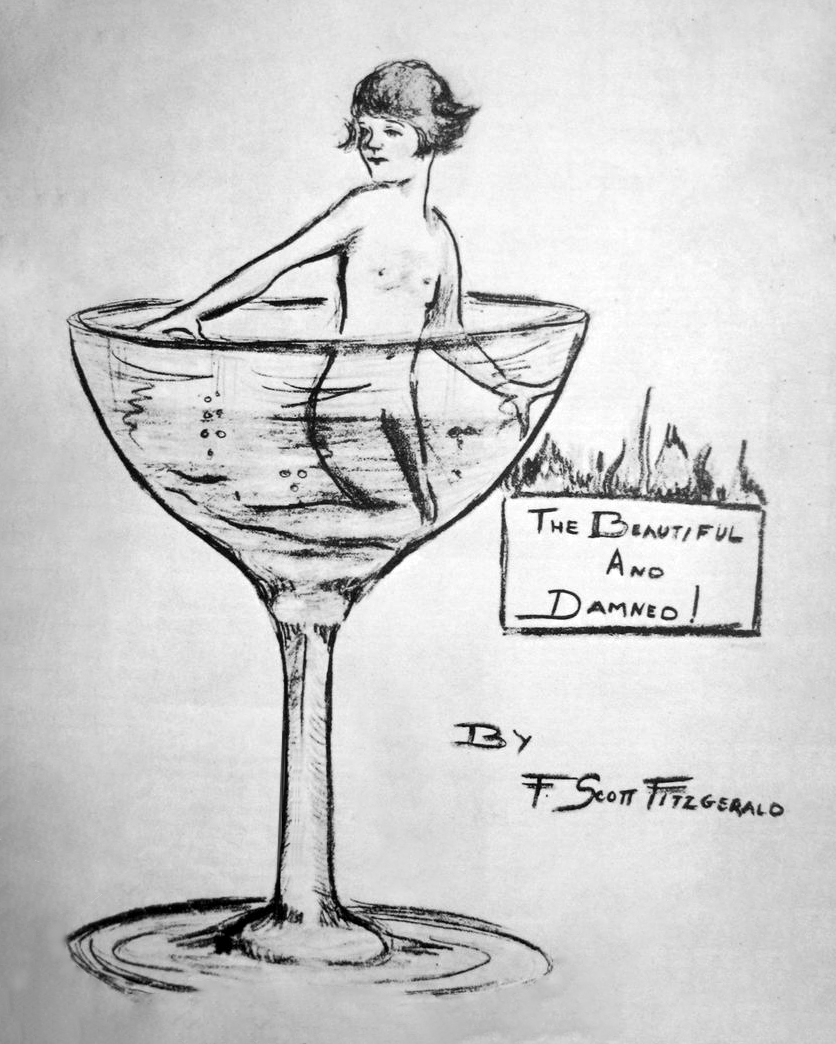
Нарисованный от руки набросок Зельды Фицджеральд, в котором она представила суперобложку для романа своего мужа.

Ф. Скотт Фицджеральд довольно быстро написал «Прекрасные и проклятые»: с начала 1921 по март 1922 года, когда его жена Зельда уже родила дочку Скотти. Чтобы внести правки в рукопись, он воспользовался редакционными советами своего друга Эдмунда Уилсона и его редактора Макса Перкинса. Серийные права были проданы журналу Metropolitan Magazine за 7000 долларов, где с сентября 1921 года по март 1922 года публиковались главы произведения. Наконец, 4 марта 1922 года роман вышел в издательстве Scribner's, которое на волне успеха предыдущего романа писателя «По эту сторону рая» подготовило тираж в 20000 экземпляров. Из-за хороших продаж издательство напечатало ещё 50000 копий.
Фицджеральд посвятил роман ирландскому писателю Шейну Лесли, Джорджу Джин Натану и Максвеллу Перкинсу «в знак признательности за огромную литературную помощь и поддержку». Перед публикацией Фицджеральд разделил роман с рабочим названием «Полёт ракеты» на три части: «Приятная абсурдность вещей», «Романтическая горечь вещей» и «Ироническая трагедия вещей». Однако в опубликованном виде эти части называются просто «книгами», и в каждой по три главы.

## Авторство
В 1922 году, после публикации романа, друг Фицджеральда Бертон Раско попросил Зельду Фицджеральд сделать рецензию на книгу для New-York Tribune в качестве рекламного трюка. Она в шутку назвала её «Последние новости друга мужа» и написала в сатирической рецензии:
Мне кажется, что на одной странице я узнала часть своего старого дневника, который таинственным образом исчез вскоре после моего брака, а также обрывки писем, которые, хотя и значительно отредактированы, кажутся мне смутно знакомыми. Мистер Фицджеральд — я полагаю, именно так он произносит свое имя — кажется, считает, что плагиат начинается дома.
Вследствие этого небрежного замечания, написанного в сатирической рецензии Зельды, различные писатели, такие как Пенелопа Грин, предположили, что Зельда, возможно, была соавтором романа «Прекрасные и проклятые», но большинство экспертов по творчеству Фицджеральда, например, Мэтью Дж. Брукколи, заявляют, что нет никаких доказательств, подтверждающих это. Брукколи утверждает:
Зельда не говорит, что работала над «Прекрасные и проклятые»: только то, что Фицджеральд включил часть ее дневника «на одной странице» и что он исправил «обрывки» ее писем. Ни в одной из сохранившихся рукописей Фицджеральда нет ее руки.

## История публикаций и переводы на русский язык
На русском языке роман издавался неоднократно:
- Впервые роман выпущен на русском языке в 1999 году в издательстве «Грантъ», в 2008 году в издательстве «Издательский Дом Мещерякова» (перевод Владимира Щенникова).
- В 2012 году в издательстве АСТ (серия «Классический американский роман») роман был издан в новом переводе Людвиги Папилиной.
- В 2013 и 2014 году перевод Владимира Щенникова снова издан в издательстве «Азбука».